# ۳ آذر
۳ آذر دویست و چهل و نهمین روز سال در گاه‌شماری خورشیدی است. به پایان سال ۱۱۶ روز (۱۱۷ روز در سال کبیسه) باقی‌است.

## رویدادها
- ۱۲۸۵ - آغاز انتشار روزنامه مجلس[۱]
- ۱۴۰۰ - اجرای حکم آرمان عبدالعالی ؛ دوست و عامل جنایت قتل غزاله شکور
- ۱۴۰۱ - تصویب قطعنامه S35/L1 شورای حقوق بشر

## زادروزها
- ۱۳۴۲ - کیهان کلهر، موسیقی‌دان
- ۱۳۵۷ - بانیپال شومون، بازیگر
- ۱۳۶۹ - حامد لک، فوتبالیست

## درگذشتگان
- ۱۳۵۳ - حسین پژمان بختیاری، شاعر و نویسنده
- ۱۳۸۷ - احمد آقالو، بازیگر
- ۱۳۹۵ - سید عبدالکریم موسوی اردبیلی، سومین رئیس قوه قضائیه جمهوری اسلامی ایران
- ۱۳۹۸ - سید ابوالفضل میرمحمدی، نماینده استان تهران در دوره پنجم مجلس خبرگان رهبری
- ۱۴۰۰ - آرمان عبدالعالی، بسکتبالیست ، دانش آموخته حقوق دانشگاه جامع علمی کاربردی ، دانش آموخته و دانشجوی  مهندسی پزشکی دانشگاه پردیس تربیت مدرس ، دوست و عامل جنایت قتل غزاله شکور [۲] [۳]
- ۱۴۰۱ - شکرالله عطارزاده، نماینده حوزه انتخابیه بوشهر، گناوه و دیلم در دوره هفتم مجلس شورای اسلامی
- ۱۴۰۱ - شمال خدیری‌پور، از کشته‌شدگان خیزش ۱۴۰۱ ایران

## مناسبت‌ها
- ترکیه - روز معلم.
- جشن آذرگان